# لوئیس مالاگون
وئیس مالاگون (اسپانیایی: Luis Malagón‎؛ زادهٔ ۲ مارس ۱۹۹۷) بازیکن فوتبال است.
وی همچنین در تیم ملی فوتبال زیر ۲۳ سال مکزیک بازی کرده‌است.